# Chagbo Co
Chagbo Co (kinesiska: Chabo Cuo, 查波错) är en sjö i Kina. Den ligger i den autonoma regionen Tibet, i den sydvästra delen av landet, omkring 770 kilometer nordväst om regionhuvudstaden Lhasa. Chagbo Co ligger 4 580 meter över havet. Trakten runt Chagbo Co är ofruktbar med lite eller ingen växtlighet.
Genomsnittlig årsnederbörd är 207 millimeter. Den regnigaste månaden är juli, med i genomsnitt 85 mm nederbörd, och den torraste är december, med 1 mm nederbörd.